# ريفا دل غاردا
ريفا دل غاردا أو ريفا Riva del Garda هي مدينة سياحية إيطالية تقع شمال بحيرة غاردا التي تقع بدورها بين مدينة البندقية وميلانو. يبلغ عدد سكان ريفا نحو 22.200 نسمة، وهي تنتمي إلى مقاطعة «ترنتينو».

## السكان
في سنة 1871 بلغ عدد السكان  نسمة، وتطور العدد ليصل في سنة 2011 لـ 15٬838 نسمة.
يظهر هذا المخطط البياني تطور النمو السكاني لـ ريفا دل غاردا

## تاريخها

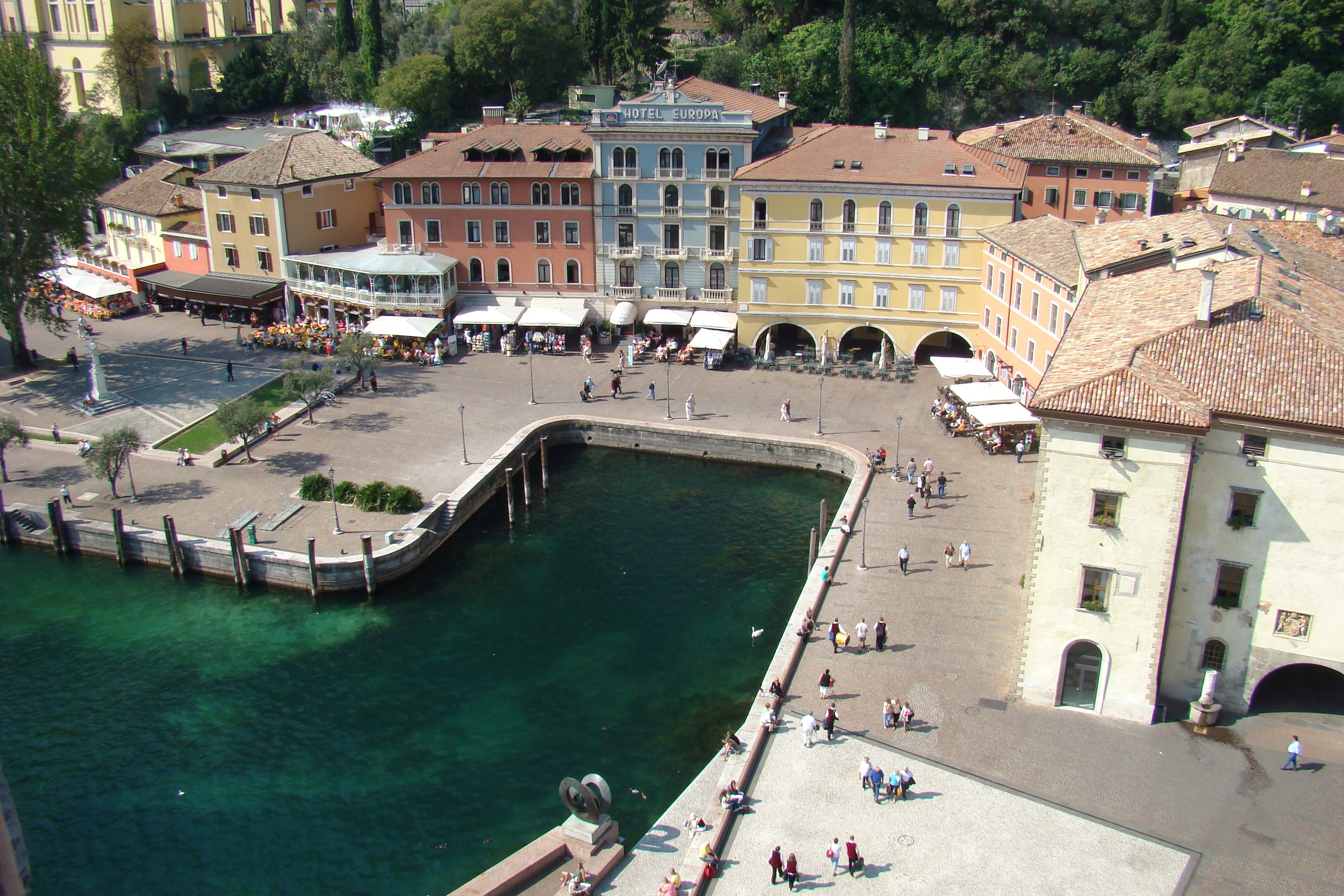
ريفا دل غاردا

كانت ريفا قبل الحرب العالمية الأولى تنتمي إلى إمبراطورية النمسا والمجر. وكانت ريفا خلال تلك الحرب قلعة وحاصرتها قوات المدفعية الإيطالية وأطلقت عليها النيران، مما تسبب في تدميرات كبيرة. وبعد الحرب وهزيمة النمسا اضطرت النمسا خلال معاهدة سان جرمان التنازل عن ريفا إلى إيطاليا.
لا تزال بعض أجزاء القلعة القديمة باقية ويمكن زيارتها. ويمكن التعرف على مواقع المدفعية على الشاطيء في ميناء اليخوت، وكذلك في المواقع الحصينة على شاطيء «بلافيستا» في المنطقة الشمالية من بحيرة غاردا.
أصبحت ريفا الآن منطقة سياحية يحبها السائحون. ومن معالم المدينة ورمزها يشكل برج الساعة «توري أبونالي» المائل قليلا، ويبلغ ارتفاعه 34 متر وهو من عام 1220 . يرتفع هذا البرج فوق ميناء ريفا عند ميدان 3 نوفمبر، ويمكن منه إلقاء نظرة على الميناء.
ومن المعالم السياحية قصر «روكا دي ريفا» Rocca di Riva الذي يحيطه المياه ويرجع بنائه إلى القرن الثاني عشر. استولت عائلة سكاليجر الحاكمة على هذا القصر وغيرت من تصميمه خلال القرنين 16 و 17 وبقي حتى الآن على هذا الشكل. ه1ا القصر يؤم الآن المتحف المدني
Museo Civico وتعرض به بعض اللوحات الفنية وبعض الاحفورات.

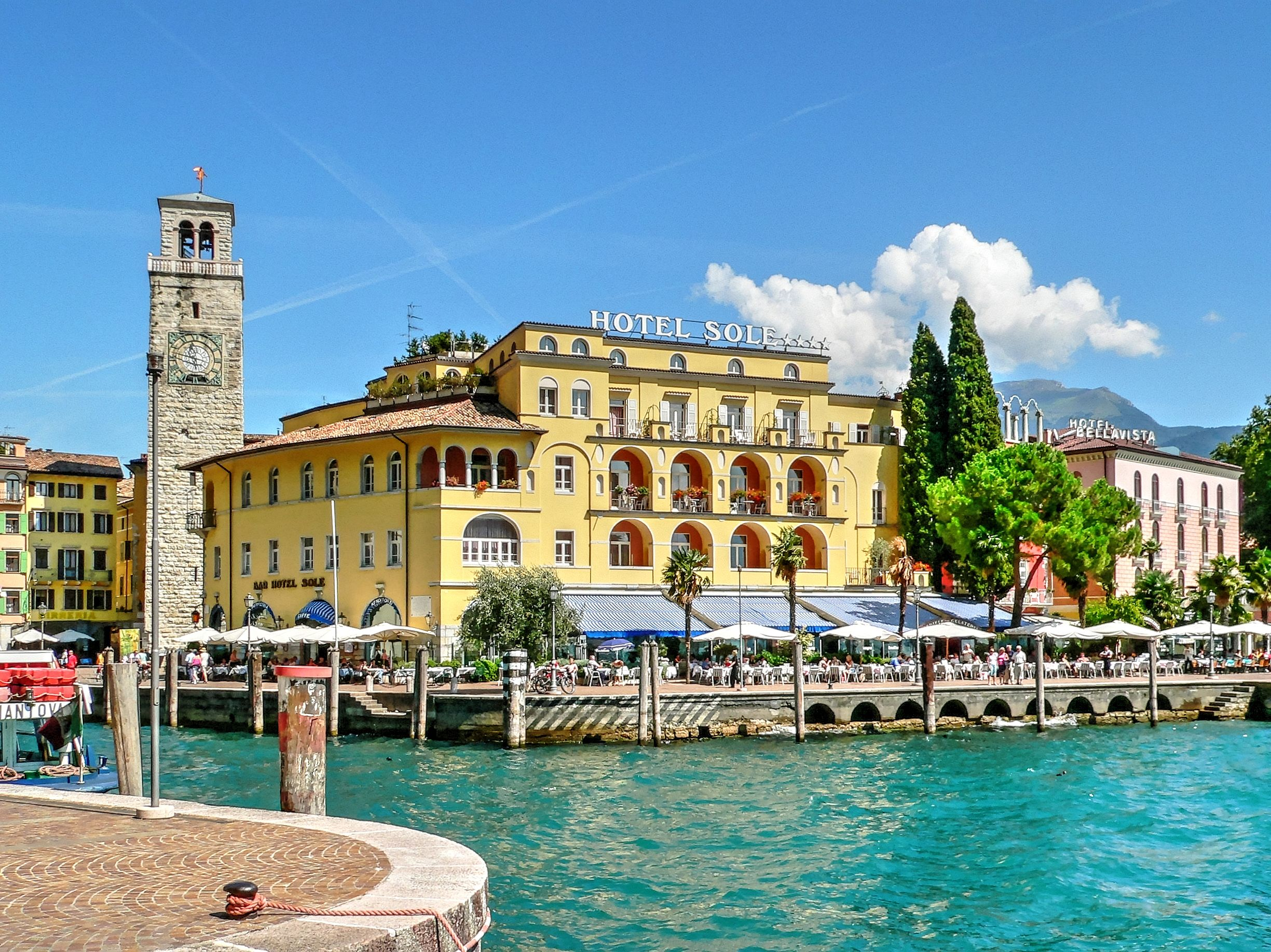
الكورنيش على Torre Apponale في عام 2005

كانت في ريفا محطة السكك الحديد المحلية القديمة حتى عام 1936 للخط الذي يربط موري -أركو-ريفا. ما زال هذا المبنى موجودا ويعمل الآن كمطعم.

## اقرأ أيضا
- بحيرة غاردا
- غاردا
- بيسكيرا دل غاردا
- سيرميوني
- ليزيسي
- غاردوني ريفييرا